# Hatlapa

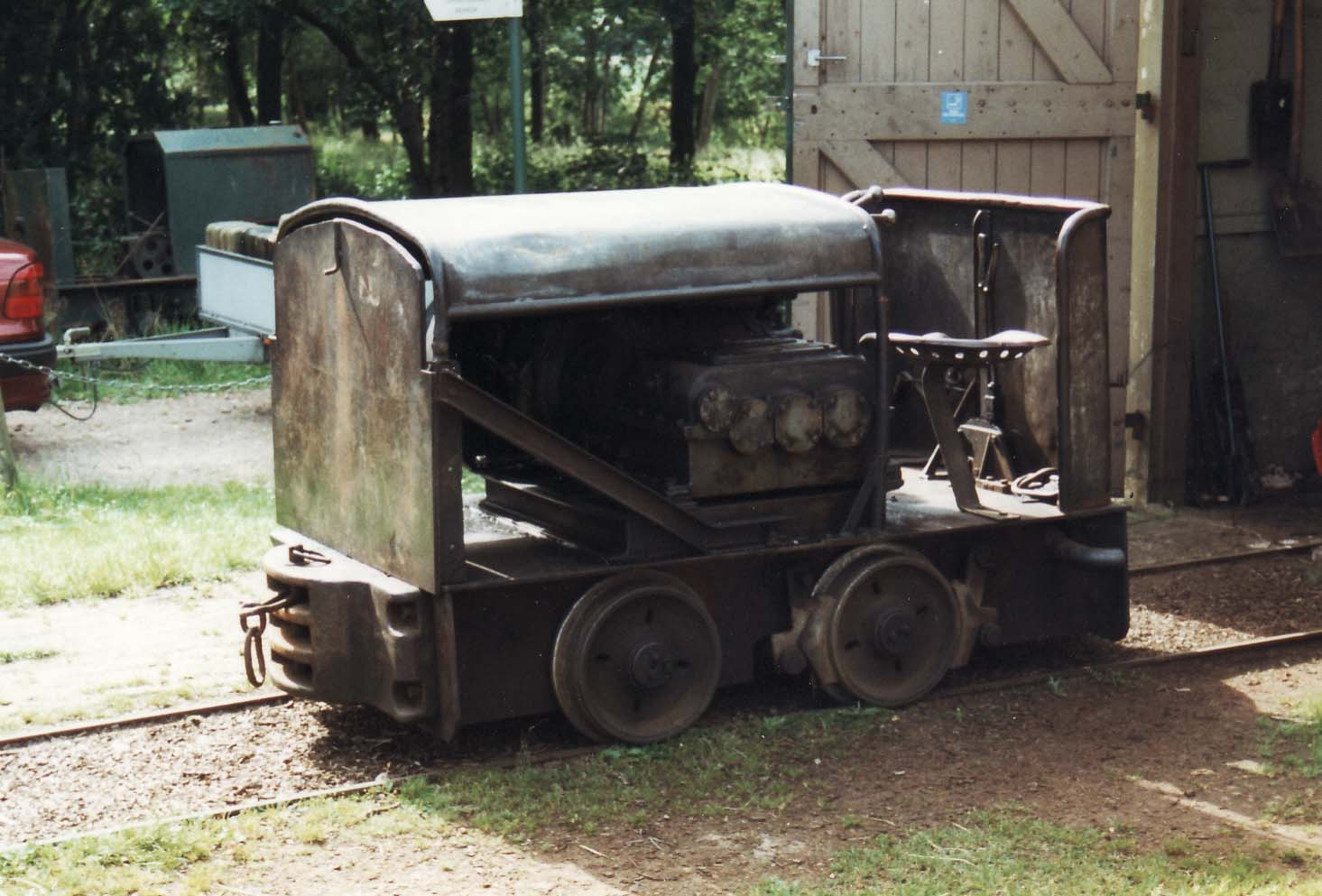
Veldspoorlocomotief Hatlapa 9

Hatlapa was een bedrijf gevestigd in Uetersen (Duitsland). Hatlapa bouwde rangeerlocomotieven voor veldspoor en normaalspoor.

## Geschiedenis
Op 11 november 1919 werd door ingenieur Max Hatlapa de "Uetersener Maschinenfabrik" opgericht. Eerst vervaardigde deze firma hijslieren (Ladoga) en machines voor bakkerijen. Verder maakte de firma Hatlapa ankerlieren, visserijlieren, roeraandrijfmachines, kranen en verschillende soorten aggregaten.
In 1933 ging Max Hatlapa een samenwerkingsverband aan met Hans Strüver (Seniorchef van de firma "Strüver Aggregatebau KG" uit Hamburg) wat vanaf 1937 resulteerde in de productie van kleine diesellocomotieven. In totaal werden er tot 1947 meer dan 200 exemplaren voor de firma Strüver vervaardigd.
In 1947 begon men in eigen beheer locomotieven te vervaardigen. De laatste locomotief werd in 1955 geproduceerd. In totaal werden er tussen 1937 tot 1956 ongeveer 500 locomotieven vervaardigd.

## Types
Hatlapa produceerde de volgende veldspoorlocomotieven:
- 5 PS Klein-Lok en Baby
- Junior I
- Junior II
- Junior III
- Senior I
- Senior II
- Senior III
- Hatlapa 9
- Hatlapa 12
- 5 PS Draisine

Naast de veldspoorlocomotieven werd vanaf 1949 een serie normaalspoor-rangeerlocs door Hatlapa vervaardigd, met de typeaanduidingen RL20/I, RL20/II, RL25/II en RL30/II.